# Pelidnota toulgoeti
Pelidnota toulgoeti är en skalbaggsart som beskrevs av Soula 2006. Pelidnota toulgoeti ingår i släktet Pelidnota och familjen Rutelidae. Inga underarter finns listade i Catalogue of Life.